# Geroldsauer Wasserfall

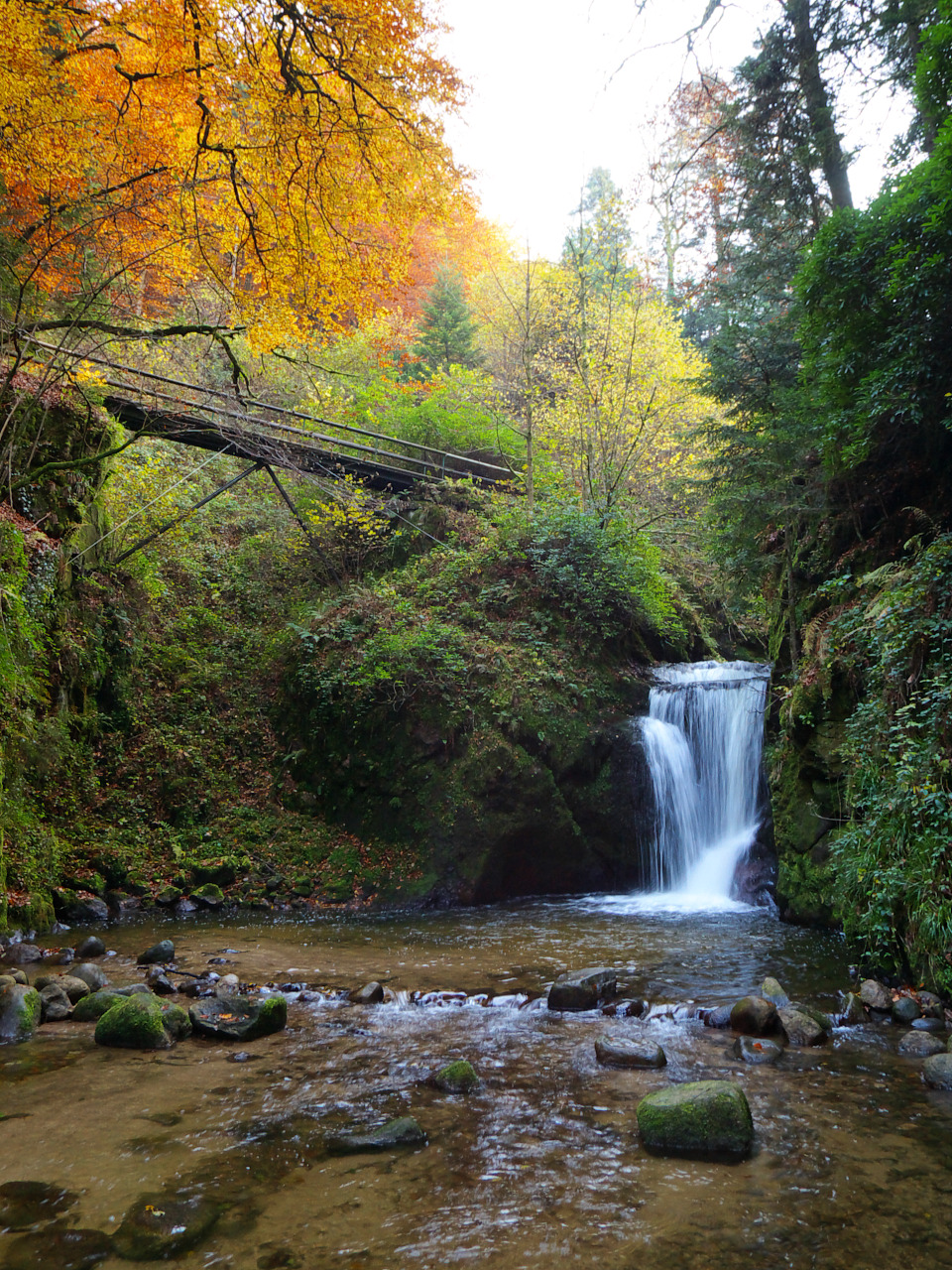
Der Geroldsauer Wasserfall im Herbst

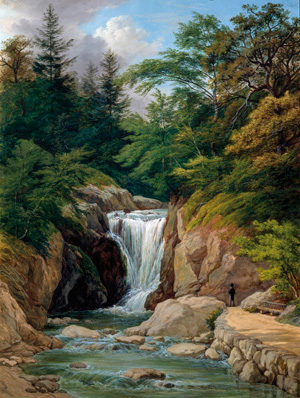
Der Wasserfall auf einem Gemälde von Anton Radl, 1825

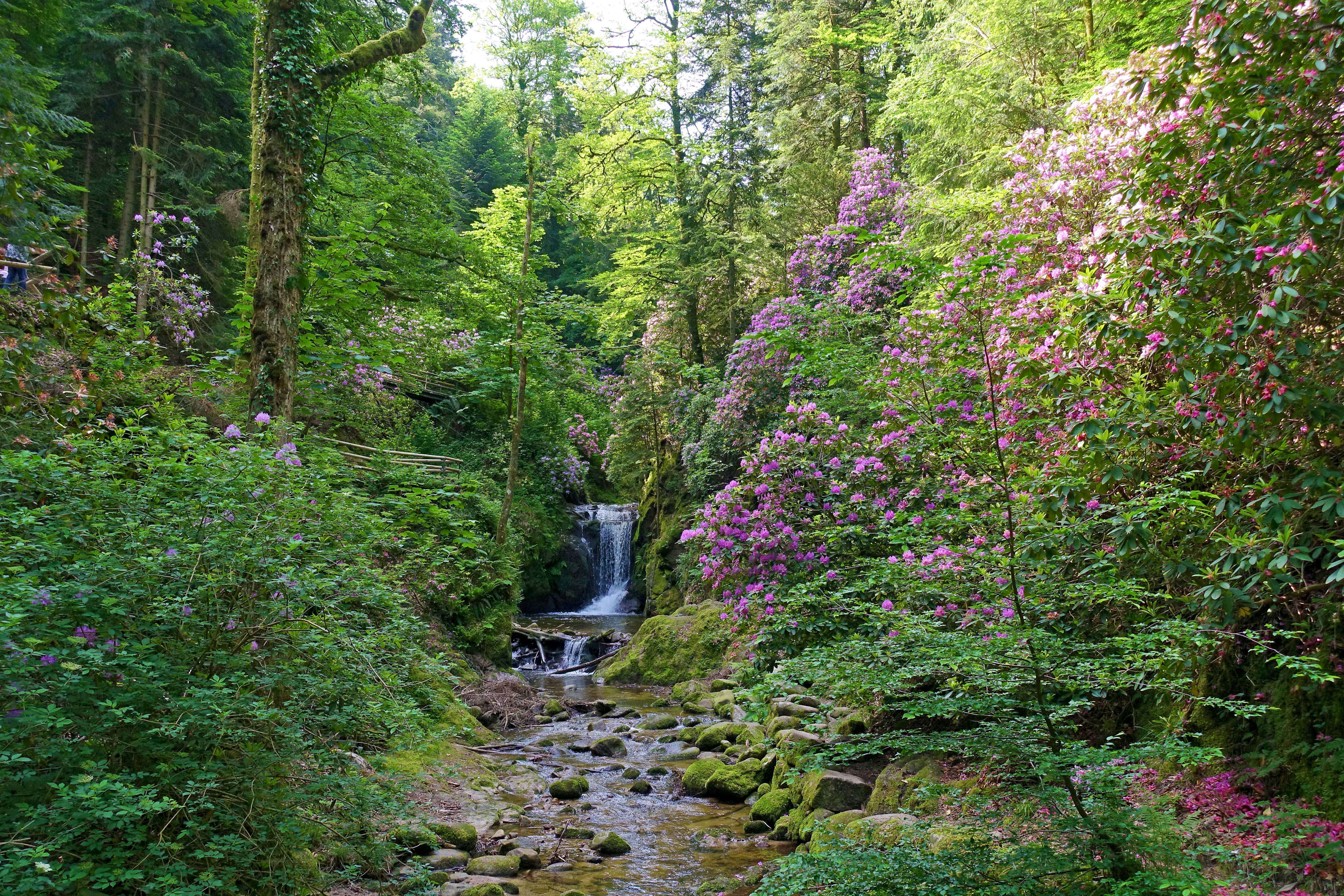
Geroldsauer Wasserfall zur Rhododendronblüte

Der Geroldsauer Wasserfall ist ein etwa sechs Meter hoher Wasserfall des Grobbachs südlich des Baden-Badener Stadtteils Geroldsau im Nordschwarzwald. 
Der Grobbach entspringt am niederschlagsreichen Westabhang des Nordschwarzwalds in etwa 800 m ü. NN Höhe an der Schwarzwaldhochstraße bei Plättig/Bühlerhöhe. Er fließt nordwärts und vereinigt sich vor dem Wasserfall mit dem Harzbach, der mit seinen Zuflüssen den Nordwesthang der Badener Höhe entwässert. Am Wasserfall hat der Grobbach eine mittlere Wasserführung von 0,56 m³/s. Er stürzt hier von etwa 291 m ü. NHN hinab auf etwa 285 m. in einen kleinen Felsenkessel. Nach etwa einem Kilometer Fließstrecke weitet sich das Kerbtal zum breiteren Talboden von Geroldsau. An der Mündung in die Oos in Lichtental ist der Grobbach wasserreicher und länger als die Oos.
Die Fallstufe im Bühlertalgranit (kristallines Grundgebirge) bildete sich unterhalb einer sehr widerstandsfähigen, verkieselten Ruschelzone. 
Der Wasserfall ist ein traditionsreiches Ausflugsziel in der Umgebung der von Fremdenverkehr geprägten Stadt Baden-Baden. In Geroldsau zweigt von der Schwarzwaldhochstraße eine kleine Straße mit mehreren Wanderparkplätzen ab, die den Wasserfall und das nahe Ausflugslokal Bütthof passiert. Außerdem ist der Wasserfall über einen Fußweg entlang des Grobbachs erreichbar. 
In der Umgebung des Geroldsauer Wasserfalls wachsen große Rhododendron-Büsche. Sie wurden unter Walter Rieger angepflanzt, dem Baden-Badener Gartenbaudirektor in den 1950er und 1960er Jahren.
Der Geroldsauer Wasserfall ist auch Wuchsort des seltenen Farns Entferntfiedriger Dornfarn (Dryopteris remota). Er wurde hier am 7. Juli 1834 von Alexander Braun zum ersten Mal entdeckt, als neuer Farn beschrieben und hier 1977 von H. und K. Rasbach wiederentdeckt.
Der Geroldsauer Wasserfall ist ein geologisches Naturdenkmal. Die Naturschutzbehörden stufen ihn aufgrund seiner Seltenheit in der Gesamtheit als schutzwürdig ein und ordnen ihn der höchsten von 4 Wertklassen zu. Er liegt innerhalb des 8.390 Hektar großen Landschaftsschutzgebiets Baden-Baden.